# IC 577
IC 577 је спирална галаксија у сазвјежђу Лав која се налази на листи објеката дубоког неба у Индекс каталогу.
Деклинација објекта је + 10° 29' 56" а ректасцензија 9h 56m 4,0s. Привидна величина (магнитуда) објекта IC 577 износи 13,9 а фотографска магнитуда 14,6. IC 577 је још познат и под ознакама UGC 5334, MCG 2-26-1, CGCG 64-2, KCPG 220A, PGC 28662.